# Ємеда
Ємеда (ісп. Yémeda) — муніципалітет в Іспанії, у складі автономної спільноти Кастилія-Ла-Манча, у провінції Куенка. Населення — 28 осіб (2010).
Муніципалітет розташований на відстані близько 180 км на схід від Мадрида, 49 км на південний схід від Куенки.

## Демографія
Динаміка населення (INE ):